# 恩斯特·恩格尔
恩斯特·恩格尔（Ernst Engel，1821年3月26日—1896年12月8日），19世纪德国统计学家和经济学家，社会统计学派的代表人物。曾任萨克逊王国统计局局长和普鲁士王国统计局局长。他既有丰富的统计实践经验。又有深湛的统计理论。 恩格尔在统计科学上的主要贡献是提出统计调查、整理和分析三阶段的统计方法。他在英、法、德和比利时等国的工人家庭调查资料分析中发现：一个家庭（或个人）的收入愈低，则其食品支出在收入中所占比例就愈高；反之，其比例就愈低。这就是著名的恩格尔规律。恩格尔系数等于（食品支出总额收入）× 100％。他在整理统计资料，刊印政府历史资料、统计年鉴与统计研究等刊物，以及改革和普及政府统计等方面，都有很大的功绩。 恩格尔的主要著作有《统计学是独立的科学和方法》、《比利时工人家庭的生活费》等，特别是后一篇著作有很大影响。他以恩格尔曲线和恩格尔定律闻名。

## 生平
1821年，恩斯特·恩格尔出生於薩克森王國德勒斯登。